# 呂 (春秋)
呂（りょ）は、伯夷が受封された国。周朝の諸侯国で春秋時代に楚によって滅ぼされ、楚の北境の重鎮となった。国都は現在の河南省南陽市臥竜区王村郷一帯。

## 歴史
『国語』周語中では斉・許・申の四国が同源で、皆姜姓であることが記されている。
『尚書』呂刑には穆王が呂侯命令したとある。当時は呂侯または甫侯と呼ばれていた。
幽王時代、『国語』鄭語には申・呂・方国の国力が強いとある。
しかし春秋時代、呂は楚によって滅ぼされた。具体的な滅亡年は不明。
呂入楚多年後，『左伝』成公七年追溯紀元前594年的史実，当時楚荘王同意以申和呂両地部分土地作為子重的賞田。而当時楚国申県長官巫臣勧諫，説申和呂是楚国北方辺境重要的軍事重地和兵源地，如果以申呂為賞田而不是楚王直轄，那就喪失該両地的軍事功能，晋和鄭就必然突破辺境而攻撃到楚国的腹地漢江流域。